# Nierymdajcie
Nierymdajcie (lit. Nerimdaičiai) – miasteczko na Litwie, położone w okręgu telszańskim i w rejonie telszańskim. Liczy 349 mieszkańców (2001).